# Francesco Valle
Francesco Valle (* 15. Februar 1940 in Genua; † 10. April 2003) war ein italienischer Mittelgewichtsboxer.

## Laufbahn
Bei den Olympischen Spielen 1964 in Tokio gewann er die Bronzemedaille im Mittelgewicht. Mit Punktsiegen gegen den Brasilianer Luiz Cezar und den Chilenen Guillermo Salinas drang er in das Halbfinale vor, scheiterte dort allerdings am Vertreter der gesamtdeutschen Mannschaft, Emil Schulz.
Valles Profikarriere war kurz und unspektakulär. Sie dauerte nur elf Monate und bescherte ihm eine ausgeglichene Kampfbilanz: drei Siege bei drei Niederlagen. Da er nur gegen Landsmänner kämpfte, wurde er in Boxkreisen nicht sonderlich bekannt. Nach drei Punktniederlagen in Folge beendete er daher auch konsequenterweise seine Karriere.